# هيركيمر (نيويورك)
هيركيمر (بالإنجليزية: Herkimer (town), New York) هي بلدة أمريكية تقع في الولايات المتحدة في نيويورك (ولاية). يقدر عدد سكانها بـ 10,175 نسمة .

## أعلام
- لو أمبيرز
- مارك دبليو. باتلر